# 痛快!ピッカピカ社員
『痛快!ピッカピカ社員』（つうかいピッカピカしゃいん）は、1980年10月15日から1981年1月28日まで日本テレビ系列で放送されたテレビドラマ。放送時間（JST）は水曜20:00 - 20:54。
主人公・本庄太郎の勤める中小企業「幸田自転車」での人間模様と、ライバルの大手会社「エース自転車」との同じ自転車業界でのしのぎ合いなどを描いている。

## 出演者
- 本庄太郎 - 広岡瞬
幸田自転車の新入社員。実家は魚屋「魚庄」で、そこの長男。大学生時代からサイクリングが趣味。正義感が強い。
- 花村圭子 - 樋口可南子
幸田自転車の新入社員で、父は自転車部品メーカーの社長。会社のアイドル的な存在だが、少し勝ち気な所がある。
- 梅原純一 - 名高達郎
太郎と同期入社。手抜かりなく仕事をこなす優等生タイプ。ただ、押しが弱い所がある。
- 川田重夫 - 円広志
太郎と同期入社で、良き補佐と言った役割で太郎を支える。気が弱くお人好しで鈍感と言ったタイプだが、誰からも好かれている一面がある。三男で、教育一家の出身。
- 三浦正之 - 山城新伍
幸田自転車営業部長。社長のご機嫌取りで腰巾着のような存在だが、幸田自転車における功労者の一人。太郎たち新人に期待している。
- 川崎テル - 樹木希林
幸田自転車の古株女性社員。男好きで特にイケメンに目が無く、早速太郎と純一にアプローチする。
- 青野大作 - 阿藤海
エース自転車のエリート社員（セールスエンジニア）。通称「カミソリ」。1974年に東西対抗自転車競技で3位の成績を収めている。
- 幸田徳之介 - 藤岡琢也
幸田自転車社長で創業者。手腕はワンマンで頑固な所もあるが、一方で情にもろい所もある。
- 金沢洋平 - 小松政夫
幸田自転車営業係長。威張りたがりでケチ、三浦に腰巾着として付いている。
- 本庄とめ - 菅井きん
太郎の母。太郎が9歳の時に夫が亡くなってからは、女手一つで太郎と娘・明子を育てて来た。口うるさいが、本来はさっぱりした性格。
- 本庄明子 - 山下幹子
太郎の妹。
- 三浦真理子 - 石井ひとみ
- 高橋えり子 - 松尾嘉代
幸田社長、三浦部長らが行き付けの料亭「つくし」の女将。重夫の父の教え子であるという関係から、重夫が就職する際にその面倒を見た。
- サイクル商事・井川部長 - 中尾彬
- 里見冴子 - 大原ますみ
- 幸田鶴子（社長夫人）- 斎藤美和
- 英樹（元ボクサー）- 清水綋治

ほか
（出典：）

## スタッフ
- プロデューサー：伊藤祥二（日本テレビ）、澤田和宏（東宝）
- 制作：山本時雄、野末和夫
- 原作：池田一朗
- 脚本：サブタイトル参照
- 演出：サブタイトル参照
- 制作著作：日本テレビ、東宝

（出典：）

## 主題歌
『若きアドベンチャー』
- 作詞・作曲：円広志／編曲：大谷和夫／歌：円広志

## 挿入歌
『美しきライバル』
- 作詞：寒太郎／作曲：芳野藤丸／編曲：大谷和夫／歌：芳野藤丸

## サブタイトル
| 回数 | 放送日          | サブタイトル         | 脚本              | 監督     | ゲスト                 |
| ---- | --------------- | -------------------- | ----------------- | -------- | ---------------------- |
| 1    | 1980年 10月15日 | 情けは人の為ならず   | 池田一朗 中原朗   | 池田義一 | 原泉、松橋登、村瀬正彦 |
| 2    | 10月22日        | 4人揃って1人前       | 柏原寛司          | 池田義一 |                        |
| 3    | 10月29日        | 女の夢は二百万円     | 杉江慧子          | 池田義一 |                        |
| 4    | 11月12日        | お見合いします!      | 岡本克己          | 佐光千尋 |                        |
| 5    | 11月19日        | 悪ガキとキリマン野郎 | 岡本克己          | 池田義一 |                        |
| 6    | 11月26日        | 男の秘密             | 池田一朗          | 佐光千尋 | 高田直久               |
| 7    | 12月3日         | 皆な元気で太極拳     | 岡本克己          | 佐光千尋 |                        |
| 8    | 12月10日        | 恐怖の特訓!          | 池田一朗          | 野末和夫 | 木ノ葉のこ             |
| 9    | 12月17日        | あなた買います!      | 杉江慧子          | 野末和夫 | 大信田礼子             |
| 10   | 12月24日        | グッドバイ・横浜     | 柏原寛司          | 水島総   | 横山エミー             |
| 11   | 1981年 1月7日   | 初恋メダマ焼         | 岡本克己          | 池田義一 |                        |
| 12   | 1月14日         | 顔で笑って           | 加瀬高之          | 池田義一 | 中尾彬、大原ますみ     |
| 13   | 1月21日         | 俺たちのPR作戦       | 中原朗            | 野末和夫 | 音無真喜子             |
| 14   | 1月28日         | 社長の涙             | 加瀬高之 小野勝也 | 野末和夫 |                        |

- 1980年11月5日は、前日に現役引退・読売ジャイアンツ助監督就任を表明した王貞治関連特番『緊急特集!バットを置く王選手』のため休止。予定されていた第4話は1週延期された。
- 1980年12月31日は、大型特別番組『輝け!!“特別生放送”笑いは日本を救う!?』（18:30 - 23:19）のため休止。